# Kolloid
A kolloidok olyan többkomponensű rendszerek, amelyekben igen apró, a IUPAC definíciója szerint kb. 1 nanométertől 1000 nanométerig (más források a mérettartomány felső határát 100 nm-re, 200 nm-re, vagy 500 nm-re teszik) terjedő méretű szemcsék vannak oldva, elkeverve, eloszlatva, diszpergálva. Az eloszlatott részecskék nagysága nagyobb, mint az atomok és a molekulák mérete, de szabad szemmel még nem különböztethetőek meg, esetleg erős felbontású mikroszkóppal láthatóvá tehetőek. A kolloid kifejezés tehát nem anyagfajtát jelölő, hanem az anyag állapotát leíró fogalom. Leggyakrabban vizes kolloidok fordulnak elő, de olajok, zsírok és más oldószerek is lehetnek folyadék közegek. Olyan hétköznapi anyagok tartoznak a kolloidok körébe, mint a tej, a vaj, a különféle kocsonyás anyagok (gélek). Az élethez tartozó folyamatok jelentős része kolloid rendszerekben zajlik le, a sejtek belsejében. A kolloidok viselkedésével, törvényszerűségeivel foglalkozó tudományág a kolloidkémia, amit a határfelületek tudományaként is számon tartanak. A kolloidok fizikai kémiai viselkedését mindmáig nem sikerült teljesen megmagyarázni, sok jelenségre még csak elméletek vannak.

## Etimológia
A kolla görögül enyvet jelent, a kolloid enyvszerűt. Thomas Graham kémikus, a kolloidok első jelentős kutatója nevezte el ezeket az anyagokat kolloidoknak 1861-ben, mert úgy találta, hogy a kolloidok legjellemzőbb képviselője az enyv.

## A kolloidokkal kapcsolatos magyar vonatkozások
Fontos megemlíteni a kolloidokkal kapcsolatosan a magyar származású osztrák-német vegyész, Nobel-díjas kémikus, Zsigmondy Richárd nevét, aki Henry Siedentopfal együtt megépítette az ultramikroszkópot 1903-ban. Az eszközzel láthatóvá vált, hogy az arany szolok parányi részecskéket tartalmaznak, melynek értelmében az ilyen kolloidok nem valódi oldatok, hanem heterogén rendszerek. Ennek köszönhetően lezárulhatott a kolloidkémia egyik nagy vitája, a szuszpenzióelmélet nézete igazolódott be az oldatelmélettel szemben.
Buzágh Aladár a peptizációval és a kolloidok stabilitásával foglalkozott. Az Ostwald-Buzágh kontinuitási elv szerint a diszperz rendszer annál stabilabb, minél harmonikusabban (kontinuisabban) illeszkednek be a diszperz fázis részecskéi (adszorpciós rétegükkel együtt) a diszperziós közeg szerkezetébe.
Wolfram Ervin a határfelületi jelenségekkel, a makromolekulák oldataival, a kolloidok reológiájával foglalkozott.

## Diszperz rendszerek
A kolloidok mellett a homogén rendszerek és a heterogén rendszerek együttesen alkotják a diszperz rendszerek (más néven diszperziók) csoportját. A diszperz rendszerek legalább két komponensből álló keverékek, melyek közül az egyik apró „szemcsékre” szétoszlatva (diszpergálva) van jelen a másik, összefüggő komponensben. A folytonos (összefüggő), mátrix jellegű anyagot diszperziós közegnek (diszpergáló fázis) nevezzük, a „szemcséset” diszperz fázisnak (diszperz rész, diszpergált anyag). Mindkét komponens lehet bármely halmazállapotú.

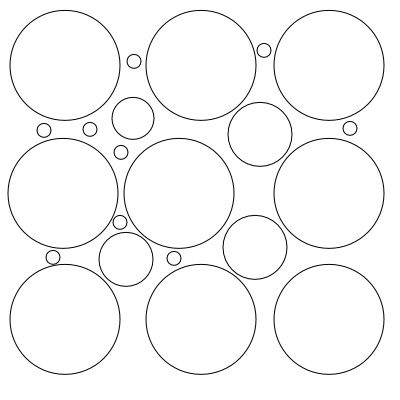
A polidiszperz rendszer kompaktabb, mint a monodiszperz

A diszperz fázis részecskéinek (szemcséinek) mérete szerint a diszperz rendszereket három csoportra oszthatjuk:
- homogén rendszerek (más néven valódi oldatok): 1 nm alatt
- kolloid rendszerek (más néven kolloidok): 1-1000 nm[1]
- heterogén rendszerek (más néven durva diszperz rendszerek vagy durva diszperziók): 1000 nm felett

Ezek a mérethatárok a legáltalánosabban elterjedtek, de a szakirodalomban találkozni lehet ettől eltérő meghatározásokkal is. Egy másik gyakori definíció 1 és 500 nm közötti mérettartományban állapítja meg a kolloid rendszerek diszpergált részecskéinek kiterjedését. Lamella, fonal alakú részecskék esetében a legkisebb kiterjedés határozza meg a csoportba sorolást. Ha a diszperziós fázist nagyjából azonos méretű részecskék alkotják, akkor a rendszer monodiszperz (vagy izodiszperz), ha különböző méretűek, akkor polidiszperz.
A polidiszperz rendszer részecskéinek méretét szokták eloszlási görbével vagy a tömeg és szám szerinti átlag hányadosával (Mw/Mn) jellemezni.

## A kolloidok osztályozása
A kolloidok átmenetet képeznek a valódi oldatok és a durva diszperz rendszerek között. A kolloidokban a diszpergált részecskék bár rendelkeznek határfelülettel, de szabad szemmel nem láthatók.

### A kolloidok osztályozása az eloszlatott részecskék típusa szerint
- diszperziós kolloidok (fáziskolloidok): valamely folytonos közegben gáz, folyadék és szilárd mikrofázisok, felülettel határolt részecskék találhatók
- makromolekuláris kolloidok: a folyadékban oldott részecskék mérete eleve a kolloid mérettartományba esik (polimerek, fehérjék stb. oldatai)
- asszociációs kolloidok: az oldott amfipatikus (amfifil) molekulák micellákká csoportosulnak (felületaktív anyagokat tartalmazó rendszerek)

### A kolloidok osztályozása az eloszlatott részecskék közt ható erő szerint
- inkoherens (nem kohezív) rendszerek: a részecskék egymástól függetlenek. A közeg folyékony jellege a mérvadó (aero- és lioszolok, kolloid oldatok)
- koherens (kohezív) rendszerek: összefüggő szilárd vázat alkotnak (gélek – a részecskék kapcsolódása miatt; xeroszolok – a közeg miatt)

### A kolloidok osztályozása halmazállapot szerint
|                   | diszperz fázis                        | diszperz fázis                         | diszperz fázis                                        |
| diszperziós közeg | gáz                                   | folyékony                              | szilárd                                               |
| ----------------- | ------------------------------------- | -------------------------------------- | ----------------------------------------------------- |
| gáz               | nem kolloid                           | folyékony aeroszol (pl. köd, felhők)   | szilárd aeroszol (pl. füst, atmoszférikus részecskék) |
| folyékony         | hab (pl. tejszínhab, borotvahab)      | emulzió (pl. majonéz, latex)           | szol (pl. pigmentes tinta, vér)                       |
| szilárd           | szilárd hab (pl. habszivacs, aerogél) | gél (pl. zselatin, kocsonya, agaragar) | szilárd szol (pl. füstüveg)                           |

A gázok nem képeznek gázokkal kolloid rendszereket. A gáz molekulái a megfelelő idő elteltével elegyednek más gázok molekuláival, teljesen egynemű (homogén) anyagot képezve, akárcsak a valódi oldatok molekulái. Mivel az oldott anyag molekulái a valódi oldatokban nincsenek egymás mellé csoportosulva, nincsenek határfelületek sem, melyek elválasztják egymástól a két komponenst. A kolloid rendszerekben és a durva diszperziókban viszont léteznek ilyen határfelületek.

## A kolloidok szerkezete
A liofil (ha a diszperziós fázis víz: hidrofil) kolloid rendszerekben a diszpergált részecske és a diszperziós fázis között erős kölcsönhatás van, a micellát szolvátburok (vízben: hidrátburok) veszi körül.
A liofób (ha a diszperziós fázis víz: hidrofób) kolloid rendszerekben a diszpergált részecske és a diszperziós fázis között nincs kölcsönhatás; ehhez emulgeátorra van szükség.

Fent a bal oldali rajzon a micella szerkezete látható. Ezt a micellát amfipatikus, vagyis olyan molekulák alkotják, melyek viszonylag hosszú, töltés nélküli szénláncból és rövid poláros csoportból állnak. A „szemcsét” alkotó szerves ionok darabszáma 100-as nagyságrendű. A szomszédos micellák összeolvadását az azonos töltések közti taszító hatás (is) akadályozza. A negatív töltésű funkciós csoportot hidrátburok veszi körül; a vízmolekulák pozitív oldalukkal fordulnak a szerves ion funkciós csoportja felé. Ilyen micellákat képezhetnek például (vízben) azok a felületaktív anyagok, amelyeknek a szénlánca nem elég rövid ahhoz, hogy valódi oldatokat képezzenek, ahhoz pedig nem elég hosszú, hogy egyetlen összefüggő nem oldódó tömeget (külön fázist) képezzen.
A jobb oldali rajzon a kolloid rendszer három komponensből áll: apoláros diszperz fázisból, amfipatikus emulgeátorból és poláros diszperziós közegből.
Az alábbi két rajz közül a bal oldali ábrán a micella magját zsírcseppecske alkotja. Ebben főleg hosszú szénláncú apoláros molekulák találhatók, melyek vízben nem oldódnak. A zsírcsepp felülete felületaktív anyagot adszorbeál, amelynek apoláros „farka” behatol a zsírcsepp molekulái közé, poláros „feje” pedig kilóg a poláros oldószerbe (víz). Ennek a micellának a fennmaradásához elengedhetetlen a felületaktív anyag, az emulgeátor. Ilyen anyagok például a klasszikus szappanok oldásakor keletkező szerves ionok.
A jobb oldali ábrán az emulgeátor ugyanaz. A micella magját vízcsepp alkotja, mely apoláros közegben nem oldódik. Az emulgeátor poláros fejével fordul a micella magja, a vízcsepp felé, farka pedig az apoláros oldószer (pl. olaj) felé.

Liofób (ezen belül hidrofób) oldott anyagot tartalmazó kolloid rendszer micellája

Liofób (ezen belül hidrofil) oldott anyagot tartalmazó kolloid rendszer micellája

Szol

Gél

Szervetlen anyagok (például ezüst-jodid) is képezhetnek kolloidot.
A micellákat első megközelítésben (stabil rendszerben) úgy tekintjük, hogy ütközéskor rugalmasan visszapattannak egymásról és nem okoznak változást egymásban.

## A kolloidokra jellemző tulajdonságok

A határfelület közelében nem ugyanakkora erők hatnak, mint az anyag belsejében
1: 1. anyag; 2: 2. anyag; 1/2: az 1 és a 2. anyag határfelülete

A kolloid sajátosságok a mérethez kapcsolódnak. Az anyagi minőség csak közvetve befolyásolja; első megközelítésben bármely anyag lehet kolloid állapotú, ha a részecskék megfelelő méretűek. A kolloidok tulajdonságai mintegy átmenetet képeznek a valódi oldatok és a heterogén rendszerek tulajdonságai között.
Minél kisebb szemcsékből áll az anyag, annál nagyobb a fajlagos (egységnyi tömegre eső) felülete, és annál nagyobb a határfelület és az ott lejátszódó folyamatok jelentősége. A kolloid részecskék igen nagy fajlagos felülete határozza meg tulajdonságaikat.
A határfelületeken nem ugyanazok a molekulák vesznek körül egy molekulát, mint az anyag belsejében, ahol ugyanolyan molekulákkal van körülvéve, mint ő maga. Ezért mások a kölcsönhatások is, amelyekben részt vesz. A határfelület közelében anizotrop erőtér hat a molekulákra. A kohéziós erők jelentősége csökken, az adhéziós erőké nő. A felületen elhelyezkedő molekulák szabadenergia-többlettel rendelkeznek, és ebből fakadnak az alapvető kolloid tulajdonságok.

1. A kolloidok szórják a fényt
2. A kolloid oldatokban a részecskék diffúziója igen lassú
3. A kolloid oldatokban az ozmózisos nyomás igen kicsi
4. A kolloid oldatok dializálhatók (féligáteresztő hártyán nem mennek át)
5. A kolloid oldatok nem teljesen stabilak
6. A kolloid oldatban elektroforézis figyelhető meg.

A valódi oldatokban egyenletesen oszlanak el az oldott anyag molekulái az oldott anyagban, nincs határfelület. A fény nagy része gond nélkül átjut rajtuk. A fény irányára merőleges szögből nézve semmi jelentős változás nem látható. A kolloid részecskéknek már van határfelülete, amin visszaverődhet a fény különböző irányokba. Oldalról vagy felülről nézve „látjuk a fénysugarat” a folyadékban, holott „csapadék” (szilárd szemcsék) nem látható az oldatban. Ez a Tyndall-jelenség (Tyndall-effektus). A durva diszperz rendszerekben szabad szemmel látható a csapadék, a folyadék zavaros akkor is, ha nem világítunk át rajta.
A kolloid részecskék mérete összemérhető a látható fény hullámhosszával.
A lassú diffúzió és a gyenge ozmózisos nyomás azt mutatja, hogy a részecskék mozgása a kolloid oldatban elég nehézkes. Ez amiatt van, hogy a mozgó részecskék mérete a kolloid oldatokban sokkal nagyobb, mint a valódi oldatokban.
A közönséges szűrőpapíron csak a durva diszperz rendszerek szilárd szemcséi nem mennek át, a kolloid oldatok diszperz fázisa átmegy. Azonban a féligáteresztő hártya „pórusai” kisebbek, mint a száz körüli molekulát tartalmazó kolloid részecskék mérete, ezért a hártya azokat nem engedi át. A valódi oldatban molekulánként eloszló komponensek átmennek a féligáteresztő hártyán.
A sejthártya is féligáteresztő hártya. Az üzleti világban manapság aranykolloidnak, ezüstkolloidnak stb. nevezett anyagok részecskéi (több, egymáshoz tapadt arany-, ezüst- stb. atom) áthatolnak a sejthártyán. Ennek a magyarázata jelenleg nem ismert pontosan. Bár ezekben a kolloid oldatokban a részecskék mérete a kolloid méret alsó határát veri (1 nm körüli), valószínűleg biokémiai folyamatok is közrejátszanak az ezüstkolloid átjutásában.
A valódi oldatokhoz képest, melyek teljesen stabilak, a kolloidok nem azok. Gyakran külön stabilizátorokra (pl. emulgeátorokra) van szükség ahhoz, hogy a kolloid rendszer fennmaradjon. Ezek akadályozzák meg, hogy a szomszédos micellák összetapadjanak. Ha valamilyen (hő-, elektromos, mechanikai stb.) hatásra a stabilizátor eltávozik, akkor a kolloid kicsapódik (koagulál). A koaguláció nem kémiai, hanem fizikai folyamat. A koaguláció lehet reverzibilis és irreverzibilis. Reverzibilis (azaz visszafordítható) koagulációról beszélünk, amikor a stabilizátor (közvetlen vagy közvetett) pótlásával az eredeti állapot automatikusan visszaáll. Valódi oldatoknál a töménység növelésével az oldhatósági határon túl a „nem oldható rész” kiválik.
A durva diszperz rendszerek még kevésbé stabilak, mint a kolloidok, pl. szétválnak a fázisok (az egyik le is ülepedhet).
Elektroforézis: nem mindig, de legtöbbször megfigyelhető.

### Valódi oldat – szol – gél
Ha a kolloid oldatban növeljük az oldhatóságot (hőmérséklet, oldószer változtatásával) vagy csökkentjük a koncentrációt, a szol valódi oldattá alakulhat át. Ha rontjuk az oldhatóságot vagy növeljük a koncentrációt, akkor gél képződhet (pl. kocsonya). Ezek lehetnek reverzibilis vagy irreverzibilis folyamatok. Reverzibilis például a tixotrópia (festékek, tej bőrösödése); irreverzibilis például a tojásfehérje megfőzése.
A peptizáció során összefüggő (koherens) anyagrendszerekbôl dezaggregálással kolloid rendszer keletkezik. A peptizáció megindulásakor a peptizálószer (peptizátor) kölcsönhatásba lép a részecskék felületével, fellazítja a gél szerkezetét és így csökkenti a részecskék között ható összetartó erőket. A részecskék a hőmozgás következtében kiszabadulnak a koherens rendszerből, diszpergálódnak és kolloid oldat keletkezik.

### Szinerézis
A gél állás közben spontán tömörödhet: a diszperz fázis strukturálódott részecskéi folyamatosan kiszoríthatják maguk közül a diszperziós közeg részecskéit, és a gél összezsugorodik. Ez a szinerézis. Ez játszódik le például az aludttejjel: savót ereszt és sajttá tömörödik. Ez történik, amikor a tejszínhab, a puding vagy az alvadt vér álláskor „összeesik” és „levet ereszt”.
A szinerézis oka az, hogy a gél még mindig nagy felületi szabadenergia-többlettel rendelkezik, és a felületi feszültség hatására „összébbhúzódik”. Minél kisebb a gélszerkezet szilárdsága, annál inkább. Vagyis már a fehérjegélek is tömörödnek, mert azok is tartalmaznak szénlánc-darabokat, de az elasztomerek (ahol a molekulák közötti kölcsönhatás gyenge) még inkább. Minél kevésbé merev a molekula (pl. minél kevesebb benne a poláros csoport), annál inkább. Minél sűrűbb és szilárdabb a gél térhálója, annál lassabban diffundálnak ki belőle a diszperziós közeg molekulái. Vagyis a tömörödés egyre lassul, és bizonyos idő elteltével megáll.
Ha a felületen túl gyorsan sűrűsödik a térháló, akkor később már nehezen engedi át a diszperz fázis molekuláit a kolloid belsejéből. Ezért nem jó például túl gyorsan szárítani a latexet, mert bebőrösödik a latex felülete és utána nehezen engedi át a vízmolekulákat. Sőt, koagulálás után először vizes közegben szokták hagyni, hogy a gél magától tömörödjön. A szárítóberendezést szokták zónákra osztani, előbb magasabb, majd alacsonyabb páratartalommal.
A szinerézist befolyásoló tényezők hasonlók a koagulációt befolyásolókhoz. A tömörödés lassabb, ha sok felületaktív anyag van a kolloid oldatban, az elektrosztatikus taszítás miatt.

## A nagy molekulájú anyagok oldatainak tulajdonságai
Megfelelő oldószerrel nagy molekulájú anyag is teljesen feloldható. Bár így valódi oldat készíthető, melyben az oldott anyag homogén, molekulánkénti eloszlása figyelhető meg és nincsen valódi határfelület, a keletkező részecske (a makromolekula-gombolyag) mérete nagyjából megegyezik a kolloid részecskék méretével, ezért a nagy molekulájú anyag oldata a kolloid oldatokéhoz hasonló tulajdonságokkal rendelkezik. Szórja a fényt, a diffúziós és ozmózisos jelenségek alig figyelhetők meg, dializálható, az oldat stabilitását nagyjából ugyanazok a tényezők határozzák meg, mint a kolloid oldatokét. Ezért gyakran a nagy molekulájú anyagok valódi oldatait is kolloid oldatoknak tekintjük.

## A kolloidok viszkozitása

A kolloidok viszkozitása a koncentráció függvényében
1: newtoni folyadék, 2: kolloid

A newtoni folyadékok viszkozitása Einstein egyenlete szerint függ az oldott anyag koncentrációjától (1. sz. egyenes):
η = η0 (1+αc),
ahol gömb alakú részecskékre α = 2,5.
A newtoni folyadékokban a részecskék nincsenek egymáshoz kapcsolódva és nincsenek egymással kölcsönhatásban. Ezek a feltételek nem teljesülnek a kolloidok esetében. Még a szolok is tartalmaznak bizonyos struktúrát, a gélek meg kifejezetten. A kolloid asszociátumok stabilizátort és oldószert is magukba zárnak, és külső „felületükkel” is magukhoz kötnek. Így erő hatására sokkal nehézkesebben mozdulnak el egymáshoz képest, mint a newtoni folyadékok ideális részecskéi. Az asszociátumok fonalgombolyag-szerű felépítése turbulenciákat és a hidraulikus ellenállás növekedését is okozhatja, és ezzel a kolloidok még távolabb kerülnek a newtoni folyadékoktól.
A koncentráció növelésekor erősödik a micellák közti kölcsönhatás, és ez hatványozottan hat a viszkozitásra. A viszkozitás (2. sz. görbe) a koncentráció növelésével egyre jobban elhajlik felfelé a newtoni folyadékok lineáris függvényétől. Egy bizonyos értéknél (a kritikus koncentrációnál, ck) a térháló úgy besűrűsödik, hogy már nem engedi tovább folyni a gélt, a gél szilárd anyagok tulajdonságait mutatja.

## A kolloid oldatok stabilitása és koagulációja
Mivel a micellák összeragadásakor csökken a belső energia, ezért a kolloid oldatok termodinamikai szempontból labilisak. A nagy felületi energia csökkenését a részecskék összetapadásával (aggregációjával) kívánják elérni.
A kolloid oldatok stabilitását a következő tényezők határozzák meg:
- az elektromos töltések
- a szolvatáció
- a szerkezeti-mechanikai tényezők
- az entrópia

Mivel a szomszédos micellák azonos felépítésűek, ezért minden micella legkülső rétegében azonos töltések halmozódnak fel, melyek taszítják egymást.
A micellák kölcsönhatásba léphetnek az oldószer molekuláival (szolvatáció, a micellákat szolvátburok (víz esetén hidrátburok)) veheti körül, ami megakadályozza a szomszédos micellák összetapadását.
Elektrolitok elvonhatják a micella külső rétegéből a stabilizátorokat (vagy a szolvátburokból az oldószert), és ekkor a kolloid kicsapódik.
A liofil kolloid rendszerek általában stabilabbak, mint a liofóbok. A liofilok koagulációjakor a szolvatációs energiát is le kell győzni.
Melegítés hatására intenzívebb lesz a micellák Brown-mozgása. Ezzel megnő az összeütköző részecskék mozgási energiája, így legyőzhetők a micellákat egymástól taszító erők, és egyre kevésbé pattannak már vissza egymásról, és egyre inkább ottmaradnak egymáshoz ragadva.
Melegítés hatására elpárologhat az oldószer vagy a stabilizátor. Mindkettőnek az a következménye, hogy kevésbé taszítják egymást a szomszédos micellák és könnyebben összetapadnak.
Hűtés hatására megfagyhat a stabilizátor vagy az oldószer. A fagyáskor egyre növekedő kristályok (pl. vizes kolloid oldatnál a jégkristályok) egymáshoz nyomhatják a micellákat, melyeket egyre kevesebb folyadék választ el egymástól.
A keverés (mechanikai munka) a melegítéshez hasonlóan hat: alkalmat ad az oldószernek és a stabilizátornak, hogy elhagyják a micellák közti teret, és hiányukban összeolvadhatnak a micellák (ez játszódik le például a tojáshab felverésekor). Ezenkívül nagyobb energiájú részecskék ütköznek, melyek könnyebben legyőzhetik a részecskék közötti taszítóerőt.
Nagyon híg oldatok nem csapódnak ki, a koncentrációnak el kell érnie a kicsapási pontot.

## A DLVO-elmélet
Nevét alkotóiról, két szovjet és két holland tudósról kapta:
D: Borisz Vlagyimirovics Gyerjagin
L: Lev Davidovics Landau
V: Evert Johannes Willem Verweij (Verwey)
O: Jan Theodoor Gerard Overbeek
A szomszédos micellák közötti vonzóerő (VA:, A = attraction) és taszítóerő (VR, R = repulsion) egyensúlya határozza meg a micellák nagyságát illetve az oldat stabilitását. (VT = VA + VR, T = total)
Az elmélet a van der Waals-féle vonzóerők és az azonos töltésekből eredő elektrosztatikus taszítóerők hatását írja le vékony folyadékrétegen keresztül.
|  |  |

Mind a vonzóerők, mind a taszítóerők több tényezőtől is függenek, ennélfogva az eredő görbe is más és más. Ha a görbe az X tengely fölött van, akkor a taszítóerők nagyobbak, ha az X tengely alatt, akkor a vonzóerők. Akkor tekintjük stabilnak a kolloid rendszert, ha VT ≥ 10 kT (k: Boltzmann-állandó, T: abszolút hőmérséklet).

Az elektrolit koncentrációjának hatása a kolloid stabilitására a DLVO-elmélet szerint (1-től 5 felé haladva nő az elektrolit koncentrációja)

A vonzóerők és a taszítóerő egyensúlya függ például a kolloid kicsapására használt elektrolit koncentrációjától. Minél töményebb az elektrolit, annál jobban lecsökkenti a micella körüli elektromos kettős réteg vastagságát.
1. Híg elektrolit. A micella külső rétegében nagy marad a felületi töltéssűrűség. Nagy potenciálgát, stabil kolloid.
2. Szekunder minimum megjelenhet (x > 3 nm). A potenciálgát még elég magas. Kinetikailag stabil kolloid (a részecskeütközések nem vezetnek koagulációhoz).
3. Kis potenciálgát, lassú koagulálás (a részecskeütközéseknek csak egy hányada vezet vezet a részecskék összekapcsolódásához).
4. A potenciálgát eléri a nullát. Kritikus koagulálási koncentráció (ccc). Az ezalatti görbéknél gyors (gátolatlan) koagulálás (minden részecskeütközés koagulációhoz vezet), instabil kolloid.
5. Nincs energiagát, a taszítóerők elhanyagolhatók, (nagyon) gyors koaguláció.

## Schulze-Hardy szabály
A kolloidok kicsaphatók elektrolitokkal. Minél nagyobb az elektrolitban az ellenion töltése, annál kevesebb (annál kisebb koncentrációjú) ellenion szükséges a kicsapáshoz.
Például egy olyan kolloid rendszer esetében, ahol vízben olajcseppek vannak diszpergálva és szappannal emulgeálva, a micella külső rétegét negatív réteg alkotja, az ellenion lehet például Na+, Ca2+, Al3+, és ezek közül az alumíniumion töltése (lenne) a legnagyobb (hidrolizál, így szabad állapotban nem található meg).
ccc ~ 1/z6,
ahol ccc: az elektrolit kritikus koaguláltató koncentrációja
z: az ellenion töltése

## Nemionos felületaktív anyagok szerepe a stabilitásban
Nemionos felületaktív anyagok is tartalmazhatnak poláros részeket, melyek nem disszociálnak ionokra, de amelyek az oldószer vagy a stabilizátor dipólusmolekuláival kölcsönhatásba léphetnek, és így ugyanúgy kialakulhat a kettős réteg.
Ha a stabilizátor nem tartalmaz poláros részeket, az egyes micellák összeragadását akadályozhatják sztérikus tényezők is: a micellák külső rétegéből kiálló hosszú molekulaláncok nagy helyet foglalnak el és közöttük gyenge a kölcsönhatás, így a micellamagok nem tudnak elég közel kerülni egymáshoz. Tipikusan ilyen anyagok a védőkolloidok, ahol a micella külső rétegét pl. apoláros kaucsukmolekulaláncok is alkothatják, melyek nemigen lépnek kölcsönhatásba a szomszéd micella kaucsukmolekuláival. Egy elmélet szerint a stabilitást növeli az is, hogy amikor két micella külső rétege átfedi egymást, akkor

Stabilizálás nemionos felületaktív anyagokkal. A szomszédos kolloid részecskék külső rétege átfedi egymást (h < 2δ)

1. a makromolekulák a többi makromolekula „zavaró hatása” miatt nem vehetnek fel annyi konformációs alakot, mint amikor a két micella egymástól távol van, és így az entrópia csökken
2. a makromolekulákat eddig szolvátburok vette körül, de a két micella közeledésekor a diszperziós közeg molekuláinak egy részét kiszorítják a szomszéd micella külső rétegének makromolekulái, melyek gyengébb kölcsönhatást alakítanak ki a makromolekulákkal, mint a szolvátburok, vagyis az entalpia nő.
3. az átfedésben megnő a makromolekulák koncentrációja. Ez növeli az ozmózisos nyomást, vagyis a diszperziós közeg molekulái beáramlanak a két micella közé, szétfeszítve őket.

## Védőkolloidok
Liofób kolloidok koagulációja például megakadályozható nagy molekulájú liofil kolloidok hozzáadásával. Ezért ezeket védőkolloidoknak nevezzük. Ilyen liofil kolloid például vizes oldathoz adva a keményítő, a zselatin, fehérjék, pektinek stb. vizes oldata. Apoláros közegben diszpergált poláros molekulájú anyagok stabilizálására pedig szoktak használni apoláros kaucsuk oldatát.
A védőkolloid mintha átadná tulajdonságait annak a kolloidnak, amelyet megvéd a kicsapástól. Vegyünk egy kolloidot (A), amelyben az oldott anyag koncentrációját nem növelhetjük elég nagyra, mert akkor koagulálna. Adjunk hozzá védőkolloidot (B). Így „védett” kolloidot (C) kapunk.
- Most már teljesen elpárologtathatjuk az oldószert kicsapódás nélkül, és a kapott „szárazanyag” oldószer hozzáadásával könnyen visszaalakítható kolloid oldattá.
- A C oldat elektroforézise esetén a micellák mozgékonysága nem az A, hanem a B kolloidhoz hasonló.
- A C oldatra nem teljesül a Schulze-Hardy szabály. A C oldat a B oldathoz hasonlóan viselkedik. A C oldatban a koagulációhoz nem annyi elektrolitra van szükség, mint az A, hanem mint a B oldatban.
- Az a reagens, amellyel kicsapható a B kolloid, kicsapja a C kolloidot is, még akkor is, ha az A kolloidhoz adva semmi változás nem tapasztalható.

Az A kolloid micellái adszorbeálják a védőkolloid makromolekuláit. Például amikor polisztirolt védünk metilcellulózzal, a védőréteg vastagsága 7-10 nm. A védőréteg képzésében nem kell részt vennie egy egész makromolekulának, elég, ha egy-egy szegmense vesz részt.
A védőkolloidok védőhatásának mértékére Zsigmondy Richárd bevezette az aranyszám fogalmát. Ez azt mutatja meg, hogy hány milligramm védőanyagot kell a piros aranyszolhoz hozzáadni ahhoz, hogy 1 ml 10%-os nátrium-klorid oldattal még éppen ne kéküljön el. (A meghatározás persze nem pontos, hiszen nem veszi figyelembe a töménységet, a pH-t, a védőanyag molekulatömegét stb.). Az aranyszámot később más kolloid rendszerekre is kiterjesztették.

## A kolloidok előállítása
Kolloidokat alapvetően a következő módszerekkel állíthatunk elő:
- nagyobb szemcséket aprítunk kolloid méretűre (porlasztással, kolloid malomban, ultrahanggal stb.);
- vegyi eljárással olyan körülmények között (hőmérséklet, koncentráció, oldószer stb.), hogy a keletkező csapadék szemcséinek mérete kolloid méretű legyen
- valódi oldatban úgy változtatjuk meg a körülményeket, hogy az oldott anyag (egy része legalább) kolloid méretű szemcsékben váljon ki.

Néhány példa a fenti eljárások közül egy vagy több alkalmazására:
- Valódi oldatban az oldószert (vagy egy részét) kicseréljük olyanra, melyben az oldott anyag nem oldható (annyira).
- Fémek gőzét stabilizátor vizes oldatában lecsapjuk (kondenzáltatjuk).
- Ezüst-nitrát és kálium-jodid híg vizes oldatának reakciója. Sztöchiometrikus mennyiségekkel nem képződik kolloid, de ha bármelyik fölöslegben van, akkor képződhet.

Zsigmondy Richárd aranyszolt állított elő kálium-aurát formaldehides redukciójával. A kálium-aurátot hidrogén-tetrakloro-aurát és kálium-karbonát reakciójával állította elő:
2 H[AuCl4] + 5 K2CO3 → 2 KAuO2 + 5 CO2 + 8 KCl + H2O
2 KAuO2 + 3 HCHO + K2CO3 → 2 Au + 3 HCOOK + KHCO3 + H2O
A keletkező aranyszol piros színű. A stabilizátor szerepét a kálium-aurát tölti be.
{m [Au] n AuO2- • (n-x) K+} xK+
Ahhoz, hogy azonos méretű részecskékből álló (monodiszperz) szol keletkezzen, kristályosodási gócokat, nagyon kis (más eljárással előállított) aranyszemcséket kell az oldathoz adni a reakció előtt. A kivált arany ezeket a gócokat növeli egyenletesen. Ha több góc volt kezdetben, akkor kisebb lesz a szemcsék mérete, ha kevesebb, akkor nagyobb. A részecskék méretétől függően változik az aranyszol színe is. A kristálynöveléssel előállított monodiszperz kolloidok alkalmazása új lendületet adott a kolloidkutatásnak.

## Kolloid élelmiszerek
A legismertebb gél állapotú élelmiszer a kocsonya, míg a legismertebb szol állapotú élelmiszer a tej.

## Szakirodalom
- Buzágh A. (1946): Kolloidika I., II/2., Akadémiai Kiadó, Budapest
- Szántó F. (1987): A Kolloidkémia Alapjai, Gondolat Kiadó, Budapest
- Shaw, D.J. (1986): Bevezetés a kolloid- és felületi kémiába. Műszaki Kiadó, Budapest
- Gilányi Tibor: Határfelületek. Egyetemi jegyzet, 2005. ELTE Kolloidkémiai és Kolloidtechnológiai Tanszék
- Wolfram Ervin, Kolloidika, I., II/1, jegyzet, Tankönyvkiadó, Budapest, 1989